# لیکعنیا
لیکعنیا (یونانی: Λυκαονία) یا لیکنیا منطقه بزرگی در داخل آسیای صغیر، در شمال کوه‌های توروس بود. از شرق به کاپادوکیه، از شمال به گالاتیا، از غرب به فریجیا و پیسیدیا محدود می‌شد، در حالی که از جنوب به زنجیره کوه توروس امتداد داشت، جایی که با کشوری که در زمان‌های قبل کیلیکیه نامیده می‌شد هم‌مرز بود، اما مرزهای آن در زمان‌های مختلف بسیار متفاوت بود. گزنفون از لیکعونیا یاد می‌کند که کوروش کوچک در راهپیمایی و گسترش قلمروهای خود در آسیا از آنجا نیز عبور کرد و این ناحیه را به خود متعلق ساخت، و بدین ترتیب گزنفون، قونیه را، آخرین شهر اقامتگاه فریجیا (قوم فریگی‌ها) توصیف می‌کند. از سوی دیگر، بطلمیوس، لیکائونیا را به عنوان بخشی از استان کاپادوکیه مشمول می‌داند. شهرهای قونیه(Konya), براتی (Barate) و تیانا (Tyana) در لیکعنیا قرار داشتند.